# ساندیس‌خور

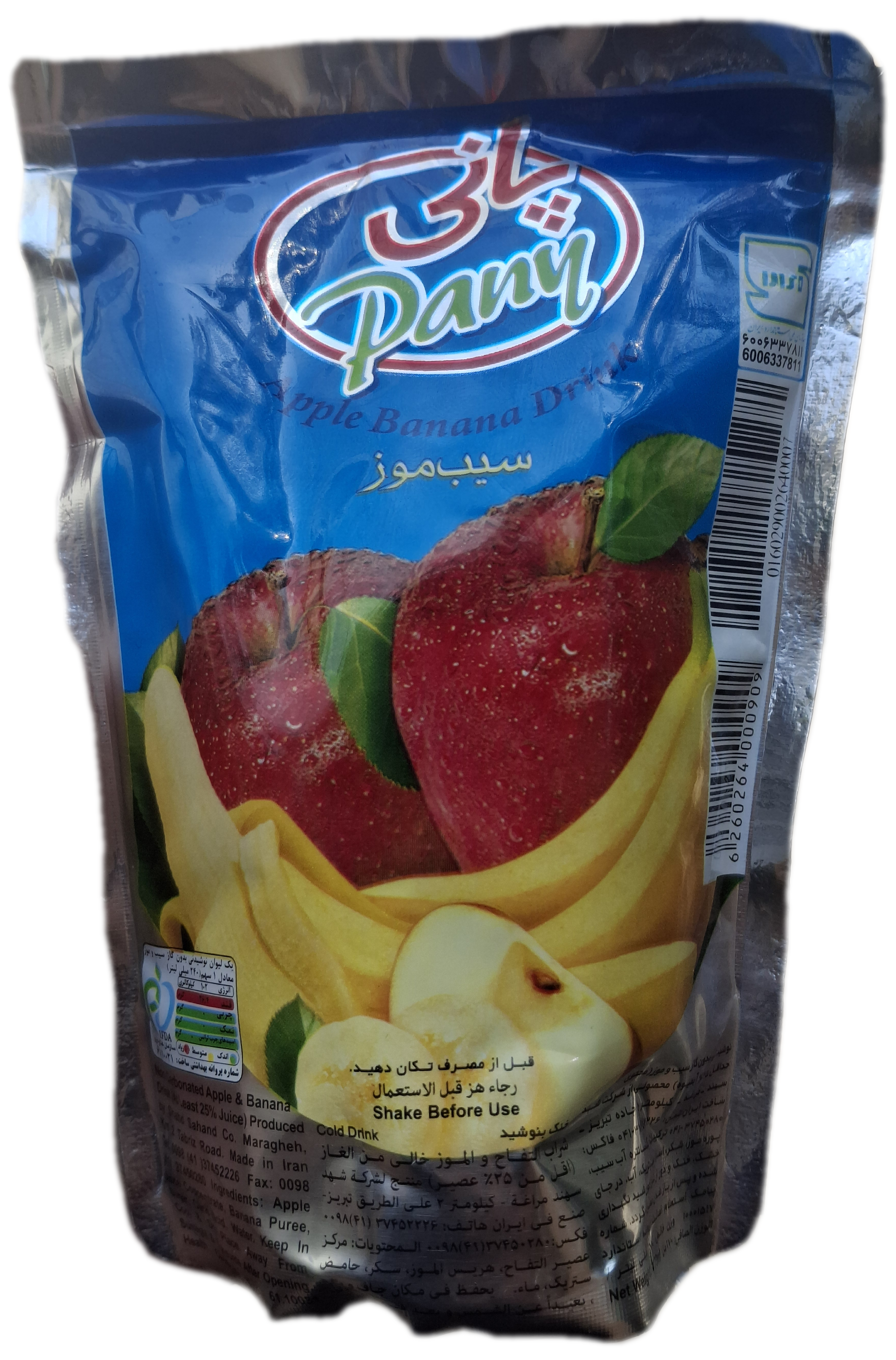
ساندیس

ساندیس‌خور یا ساندیسی اصطلاحی است که از طرف مخالفان نظام جمهوری اسلامی، به تظاهرکنندگانی اطلاق می‌شود که از سوی حکومت و برای حمایت از حکومت تظاهرات می‌کنند. این اصطلاح توسط مسئولان جمهوری اسلامی توهین‌آمیز تلقی می‌شود و از آن جهت استفاده می‌شود که در بسیاری از تظاهرات دولتی، بین تظاهرکنندگان خوراکی‌هایی مانند ساندیس، تی‌تاپ و دیگر اغذیهٔ سرد توزیع می‌گردد.
اصطلاح ساندیس‌خور در ایران و پس از انتخابات ریاست‌جمهوری دهم جمهوری اسلامی در سال ۱۳۸۸، بین طرفین اعتراضات سراسری مرسوم شد. به‌عنوان نمونه در نامه انتقادی فرزند یزدانی فرمانده سپاه پاسداران، علی مطهری را متهم به ساندیس‌خور نامیدن دانشجویان بسیجی معترض به او کرده است.

## تاریخچه
گروهی معتقدند این اصطلاح بعد از راهپیمایی ۹ دی در ایران رواج پیدا کرد و دلیل آن پخش گسترده ساندیس و کیک در بین راهپیمایان حامی جمهوری اسلامی بیان شد. محسن سازگارا پس از خروج از ایران و حضور در رسانه‌ها در واکنش به راهیپمایی ۹ دی حامیان جمهوری اسلامی، آنها را حداکثر ۵۰ هزار نفر خواند که برای دریافت ساندیس و کیک مجانی آمدند. در مقابل وبلاگ نویسان حامی جمهوری اسلامی نیز واکنش‌هایی نشان دادند که بیانگر استفاده از این اصطلاح در مقابله با دشمن بود که مورد توجه رسانه‌های داخلی قرار گرفت:
تا ساندیس داریم نیاز به بمب اتم نداریم! ما پدر در پدر ساندیس خور هستیم!

## بازتاب واکنش‌ها
در شعارهای مخالفان جمهوری اسلامی در جریان اعتراضات سراسری ۱۴۰۱ ایران به ساندیس‌خور اشاره شده است:
- بسیجی بی‌ریشه، ساندیس شرف نمیشه![۴][۵]
- «بسیجی ساندیس را بردار و برو»[۶]

گروهی از دانشجویان دانشگاه الزهرا با حرکتی نمادین جعبه‌ای ساندیس را حاوی پیام برای بسیجی‌ها گذاشتند و این پیام را روی آن گذاشتند:
«این دفعه رو مهمون من ولی یکم به طرفی که ایستادی فکر کن!»
گروهی از هنرمندان در واکنش به اظهارات رائفی‌پور اشاره کردند که وی به‌همراه دیگر نهادهای حکومتی در ایران برای ترویج فرهنگ مورد علاقه خود «از زور و باتون و گشت ارشاد و ساندیس استفاده» می‌کنند.
در ویدئویی که نشان می‌دهد یک بسیجی درحال ساندیس خوردن است، و در واکنش به اظهارات علی دایی و علی کریمی در جریان اعتراضات سراسری ۱۴۰۱ ایران، واکنش نشان داد و ایشان را همانند خودش به خوردن ساندیس از حکومت اسلامی ترغیب کرد، در حال ضبط این پیام ایشان به‌همراه دیگر بسیجیان مسلح است.
در جریان سخنرانی ظریف در استرالیا بعضی شرکت‌کنندگان از این شعار استفاده می‌کردند:
«ساندیس‌خور، ساندیس‌خور»